# Charles Winquist
Charles Winquist (11 de junio de 1944 – 4 de abril de 2002) fue profesor de la cátedra Thomas J. Watson de Religión en la Universidad de Siracusa, y es conocido por sus escritos sobre teología contemporánea, sobre la filosofía continental y la religión postmoderna.  Antes de asumir su posición en la Universidad de Siracusa, enseñó estudios religiosos en la Universidad Estatal de California, en Chico, de 1969 a 1986.

## Formación
Winquist recibió su B.A. en filosofía de la Universidad de Toledo, Ohio (1965), su maestría en teología de la Universidad de Chicago (1968) y su Ph.D. en teología filosófica de la Universidad de Chicago (1970).

## Obra

### Espacios de comunicación cotidianos
El trabajo de Winquist es tanto práctico como teórico, lo que muestra qué tipo de trabajo puede hacer la teología en la sociedad contemporánea. Sugiere que la teología es muy similar a lo que Gilles Deleuze y Félix Guattari llaman un uso intensivo menor de un idioma principal. El uso teológico intensivo menor del lenguaje, argumenta Winquist, presiona el tejido ordinario del discurso y lo abre al deseo. Así, la teología se convierte en un trabajo contra "la decepción de pensar". Pero debido a que el pensamiento religioso contemporáneo está a menudo sumido en disputas sobre el significado exacto de la religión y la teología, existe un problema. Los grupos serios generan ideas periódicamente que, a pesar de sus mejores esfuerzos, crean interpretaciones conflictivas que disminuyen, en lugar de mejorar los fundamentos filosóficos, dialécticos y científicos sociales de la teología. Estas comunidades no son grupos aislados de unos pocos privilegiados, sino personas de todo el mundo que experimentan sus vidas como significativas e importantes. Una pequeña literatura teológica intensiva no es lo que Winquist llama "teología de la escuela dominical", sino más bien un esfuerzo por entrelazar discusiones diarias entre los espacios de la comunicación. La comunicación hace que la vida cotidiana sea divina, sostiene Wiquist (citando a Huston Smith). Smith lo llamó ordinario divino, que vino de su comprensión del budismo zen. La teología actúa sobre la existencia cotidiana del discurso secular dominante en las comunidades.

### Trascendencia
Por lo tanto, las apelaciones a las tradiciones mitológicas y costumbres religiosas del mundo, como una forma de llegar a las personas en todas las comunidades del mundo, no son problemáticas debido a las tradiciones en sí, sino a través del dominio secular que ha invalidado las tradiciones, limitando su valor en la vida diaria. Pensar en Dios, incluso si no hay un nombre para Dios hablado o escrito, es un acto de trascendencia. Winquist notó que René Descartes escribió, en su tercera Meditación, que Dios trascendió el dominio subjetivo. El pensamiento mismo de los atributos de Dios crea dudas sobre la capacidad innata de la naturaleza humana para comprender incluso la existencia de Dios. Pensar en la fórmula de Dios nos lleva más allá de nosotros mismos. Las huellas de lo divino, o incluso de otro ser humano, identifican un discurso de pensamiento que sigue siendo parte de nosotros. El pensamiento se trasciende a sí mismo e interrumpe su propia "superficie de grabación".
Y si bien no hay escape de nuestras limitaciones perceptivas individuales, que Winquist llama un "nudo" en el discurso teológico, la fenomenología es humillada por la conciencia, que alcanza su punto máximo cuando está rodeada de matices significativos que trascienden el control de la conciencia en sí misma. Por lo tanto, la "reducción fenomenológica" de Edmund Husserl, una especie de corchete (fenomenología) que permite la suspensión del noema para que los fenómenos se puedan ver como dados a la conciencia (así como al idealismo trascendental), es esencial para entender el trabajo de Winquist. Maurice Merleau-Ponty también debe considerarse, y aunque se debate si realmente rechazó el "reduccionismo", Merleau-Ponty lo llamó un comienzo filosófico perpetuo ... un esfuerzo inútil en un experimento siempre renovado haciendo su propio comienzo.
Winquist creía que las preocupaciones sobre los comienzos y los finales eran "producciones ficticias de estrategias heurísticas", afirmando que todavía estábamos en el medio, y no deberíamos resistirnos a estar en el medio. Cuando nos ponemos a nosotros mismos (o nos encontramos a nosotros mismos), en la experiencia de otra persona y simpatizamos con, o "simulamos" su perspectiva en su mundo personal y circundante, coincide con el nuestro, aunque otros factores bajo los cuales "el otro" representa que su mundo debe ser diferente, sabemos que los objetos en nuestro mundo existen independientemente, a pesar del "nudo" de nuestra subjetividad perceptiva y experiencias particulares. El orden objetivo está preocupado por la relación de Dios con el mundo subjetivo, y postula que el verdadero conocimiento solo puede provenir de la objetividad. Husserl investigó el problema y gradualmente adoptó un enfoque más creativo que él llamó (idealismo trascendental). Los números astronómicos de características no percibidas e inesperadas se vuelven evidentes, "presentados intuitivamente", solo por observación adicional. Winquist argumentó que estas observaciones deberían hacerse desde el medio. Sin embargo, las categorías metafísicas (los primeros principios de las cosas, incluyendo conceptos abstractos como ser, saber, sustancia, causa, identidad, tiempo y espacio) no son la esencia del significado. La experiencia no se reduce a estas categorías, se ejemplifican y amplían al experimentar el mundo y sus tradiciones que nos conectan a todos. La conciencia toma un objeto (el "otro"), y el acto de propósito enfocado no puede ser separado de lo renovado o, podría decirse, que reaviva la comprensión del sujeto que percibe.

### Teología débil y deconstrucción
Winquist fue uno de los primeros defensores de la teología débil, un concepto controvertido que creó una ruptura entre los tradicionalistas y los deconstruccionistas, y estaba profundamente comprometido con los trabajos de Friedrich Nietzsche, Jacques Derrida, Paul Tillich y Mark C. Taylor , entre otros. Winquist argumenta en Desiring Theology, por ejemplo, que la crítica deconstructiva de Derrida no es un "análisis descabellado", sino la lectura muy cuidadosa de los textos. Jacques Derrida (1930-2004) fue el fundador de la "deconstrucción", una forma de criticar no solo los textos literarios y filosóficos, sino también las instituciones políticas. Derrida rechazó el platonismo, que se define por la creencia de que la existencia está estructurada en términos de oposiciones duales (sustancias o formas separadas) y que las oposiciones son jerárquicas, con un lado de la oposición más valioso que el otro. La deconstrucción ataca tales creencias invirtiendo las jerarquías entre lo invisible o inteligible, lo visible o sensible, la esencia y la apariencia y la voz y la escritura. Derrida incluso rechaza las jerarquías entre el alma y el cuerpo, o el bien y el mal. Esta es la razón por la que la deconstrucción es a menudo confusa: explora lo que está oculto, no solo en textos escritos, sino en el lenguaje y la vida cotidianos. 
Porque tomamos prestado el lenguaje, que tiene significados más allá de las personas y culturas individuales. Tiene una vida semántica propia, y su contenido nunca puede ser fijo. Los sonidos y la sintaxis llegan a nuestras mentes sin ser invitados, con una palabra que conduce a más palabras. Comprender esto es una reflexión que reemplaza la fuente de la reflexión - nosotros - y abre un significado más allá del yo. En el impenetrable Glas (libro) de Derrida, y otros, él ha escrito, La verdad en la pintura, por ejemplo (y obras creativas en general) en que Winquist, nos devuelve al "otro" y al "más allá" de las múltiples expresiones de la necesidad humana de trascendencia ("the salvior absolu").
Por lo tanto, la deconstrucción explora lo que es "conocido e inmediato", pero no está fácilmente disponible, ni siquiera se entiende. Una palabra o frase simple, por ejemplo, hablada entre dos personas, puede tener múltiples significados. La idea es que los diferentes estilos de comunicación ("idiomas") tengan las mismas palabras, pero la forma en que se usan tendrá diferentes significados. Winquist sostiene que la imposibilidad de acceder a este "texto oculto" no invalida la experiencia, ni el otro punto de vista. Este es el significado del intercambio, por excelencia. Algo que Winquist llama una "crítica", que revela exploraciones alternativas al sacudir y desalojar la "sedimentación", interpretaciones acentuadas en el contenido de la superficie. Simplemente, en teología, como en la vida, el problema no es que falte Dios, o los sentimientos y experiencias de otro, sino que las "sombras" se abran en el trabajo deconstructivo, como la realidad del otro en su experiencia. , ya están ahí.

### Patrones arquetípicos y significados
Winquist dijo que en el enfoque del trabajo de deconstrucción sobre el texto, el texto en sí no es el agregado de toda comprensión. Así, todos los pensamientos se basan en un punto de referencia externo; La deconstrucción está profundamente preocupada por el "otro" lado del lenguaje, y estamos encarcelados si no estamos deconstruyendo activamente. La deconstrucción no se ocupa de cavar o mirar detrás de la cortina, sino de ver la "alteridad" en sí misma, rastros de alteridad que validan la existencia. La insatisfacción en la teología moderna proviene de exploraciones que pasan por alto el amplio alcance de los entendimientos ya establecidos. Saltar a través de la superficie oscurece y denigra la naturaleza cualitativa de las experiencias ocultas en el interior, convirtiéndose en algo rutinario y no disponible para las preocupaciones diarias. Winquits llama a esto una "brecha hermenéutica, literalizada", espacios entre el pasado y el presente, ideas que la colaboración humana mantiene ocultas. La autosatisfacción es en parte culpable: hace que los significados renovados queden en silencio. Pero las sombras reveladas en el trabajo deconstructivo son tan reales como lo que está disponible en la superficie. Esta "brecha de conocimiento", una vez revelada, renueva la comprensión y nunca puede agotarse con la exploración continua. Tal vez filósofos como Maurice Merleau-Ponty, o el conocimiento derivado de la experiencia sensorial, estimulado por el surgimiento de la ciencia experimental, nos impusiera una hermenenéutica de sospecha contra los valores tradicionales. Los nuevos entendimientos contienen tradiciones que buscan un nuevo significado. Lo caótico, lo "nuevo y chispeante" descubierto en los contrastes sombríos entre lo literal y lo "otro" conduce a una renovada teoría del conocimiento más detallada y completa, mejor delineada a través de imágenes, como una gestalt, donde la totalidad es más que la suma de sus partes e incluso puede llegar a ser metafórica. Los escritos arquetípicos de Winquist ayudan a aclarar esto:
   "Los patrones arquetípicos deben verse como procedimientos conectados entre sentimientos reales y formas de posibilidad que han evolucionado a través de la historia colectiva de la cultura. Por lo tanto, los arquetipos no son identificables con el reino de las posibilidades formales, sino que son el residuo de las decisiones que hacen que los patrones estén disponibles para la integración de las posibilidades formales con los sentimientos reales. Sentir posibilidades es sentir su encarnación en relaciones reales. El discernimiento de una situación arquetípica es la conciencia de un patrón relacional que está presente dentro de la ecología de la experiencia pasada a través de la historia colectiva que contrasta con el patrón inmediato de decisión individual o con un patrón cultural predominante."
Los patrones arquetípicos no son solo palabras e historias, sino verdades vivientes y realidades psicológicas que se basan en conexiones humanas ("alma", según Carl Jung) y usan lenguaje simbólico.

### Lenguaje simbólico y metafórico
La vida del otro, argumentó Winquist, funciona simbólicamente y es en el encuentro con esta vida que genera los contrastes en los fundamentos de la nueva conciencia. Paul Ricoeur, un filósofo influyente en la obra de Winquist, dijo que la creación de nuevos significados, en relación con el advenimiento de una nueva forma de cuestionamiento, coloca al lenguaje en un estado de deficiencia semántica. La metáfora lexicalizada (agregar palabras, establecer frases o patrones de palabras para agregar profundidad de significado) debe intervenir para compensar esta falta, aunque muchos filósofos argumentan que esto requiere un tropo, que complemente las palabras que carecen de lenguaje para ciertas ideas. En resumen, se requiere la catacresis; además, puede ser metonimia o sinécdoque tan fácilmente como la metáfora. Por lo tanto, Ricoeur prefería un universo de discurso mantenido en movimiento por una interacción de atracciones y repulsiones que promueven incesantemente la interacción y la intersección de dominios cuyos núcleos organizadores están descentrados entre sí. Uno que nunca descansa en un conocimiento absoluto que subsuma las tensiones.
La vida misma es una parte de este proceso, pero nada superior en la creación que se nos revela, Yahwah, el Señor, Allah (عليه الصلاة والسلام), Buda, está sujeto a las "reglas de control" de la verificación que exige la sociedad contemporánea hasta el final. La teología, desde la perspectiva secular, parece ingenua, si no completamente estúpida. El futuro de la teología no está definido exclusivamente por el texto que se lee y estudia. Se revela al mostrar las posibilidades en lo que Winquist llamó nuestros "elementos existenciales", que pertenecen a la situación y una creación que se remonta al principio de los tiempos. Estas preguntas se responden en equilibrio con las estructuras de la creación, la fuente misma de nuestra existencia.

## Artículos
- "Theology and the Manifestation of the Sacred," Theological Studies, 32/1, March 1971
- "The Sacrament of the Word of God," Encounter, 33/3, Summer, 1972
- "Reconstruction in Process Theology," Anglican Theological Review, LV/2, April 1973
- "The Act of Storytelling and the Self's Homecoming," Journal of the American Academy of Religion, XLII, March 1974
- "Altered States of Consciousness: Sacred and Profane," Anglican Theological Review, LVI/2, April 1974
- "Practical Hermeneutics: A Revised Agenda for the Ministry," Anglican Theological Review, LVII/4, October 1976
- "Scientific Models and Symbolic Meanings in Altered States of Consciousness," Journal of Drug Issues, 7/3, Spring 1977
- "The Subversion and Transcendence of the Subject," Journal of the American Academy of Religion, XLVIII/1, March 1980
- "The Epistemology of Darkness: Preliminary Reflections," Journal of the American Academy of Religion, XLIX/1, Spring 1981
- "Interpretation and Imagination," JAAR Thematic Studies, XLVIII/1, Scholars Press, 1981
- "Metaphor and the Accession to Theological Language," JAAR Thematic Studies, XLIX/1, Scholars Press, 1982
- "Practical Hermeneutics and Pastoral Ministry ," Theological Field Education: A Collection of Key Resources, Vol. I, 1982
- "Theology, Deconstruction and Ritual Practice," Zygon, Vol. 18, Number 3, September 1982
- "Ministry: Post-Critical Reflections," The Christian Ministry, September, 1983